# Diócesis de De Aar
La diócesis de De Aar (en latín: Dioecesis De Aaren(sis) y en inglés: Roman Catholic Diocese of De Aar) es una circunscripción eclesiástica latina de la Iglesia católica en Sudáfrica, sufragánea de la arquidiócesis de Ciudad del Cabo. La diócesis tiene al obispo Adam Leszek Musialek, S.C.I. como su ordinario desde el 17 de julio de 2009. 

## Territorio y organización
La diócesis tiene 67 249 km² y extiende su jurisdicción sobre los fieles católicos de rito latino residentes en la provincia del Cabo del Norte en los municipios de: Britstown, Colesberg, De Aar, Hanover, Hopetown, Middleburg, Noupoort, Philipstown, Richmond, Graaff-Reinet, Aberdeen y Murraysburg.
La sede de la diócesis se encuentra en la ciudad de De Aar, en donde se halla la Catedral de Nuestra Señora de la Asunción.
En 2019 en la diócesis existían 14 parroquias.

## Historia
La prefectura apostólica de De Aar fue erigida el 24 de marzo de 1953 con la bula Nos quibus del papa Pío XII, obteniendo el territorio de la diócesis de Aliwal.
El 13 de abril de 1967 la prefectura apostólica fue elevada a diócesis con la bula Munus Nostrum del papa Pablo VI.

## Estadísticas
De acuerdo al Anuario Pontificio 2020 la diócesis tenía a fines de 2019 un total de 6063 fieles bautizados.
| Año                                                                             | Población            | Población | Población      | Sacerdotes | Sacerdotes    | Sacerdotes    | Bautizados por sacerdote | Diáconos permanentes | Religiosos | Religiosos | Parroquias |
| Año                                                                             | Bautizados católicos | Total     | % de católicos | Total      | Clero secular | Clero regular | Bautizados por sacerdote | Diáconos permanentes | Varones    | Mujeres    | Parroquias |
| ------------------------------------------------------------------------------- | -------------------- | --------- | -------------- | ---------- | ------------- | ------------- | ------------------------ | -------------------- | ---------- | ---------- | ---------- |
| 1970                                                                            | 7039                 | 137 193   | 5.1            | 13         | 2             | 11            | 541                      |                      | 12         | 17         | 9          |
| 1980                                                                            | 4156                 | 148 000   | 2.8            | 9          | 3             | 6             | 461                      |                      | 7          | 4          | 2          |
| 1990                                                                            | 4471                 | 194 000   | 2.3            | 9          | 4             | 5             | 496                      |                      | 6          | 4          | 7          |
| 1999                                                                            | 4957                 | 187 957   | 2.6            | 10         | 6             | 4             | 495                      |                      | 4          | 5          | 9          |
| 2000                                                                            | 5020                 | 190 000   | 2.6            | 7          | 3             | 4             | 717                      |                      | 4          | 3          | 9          |
| 2001                                                                            | 5050                 | 190 000   | 2.7            | 9          | 4             | 5             | 561                      |                      | 5          | 3          | 7          |
| 2002                                                                            | 5600                 | 164 000   | 3.4            | 8          | 4             | 4             | 700                      |                      | 4          | 5          | 7          |
| 2003                                                                            | 5700                 | 164 000   | 3.5            | 8          | 4             | 4             | 712                      |                      | 4          | 5          | 7          |
| 2004                                                                            | 5620                 | 164 000   | 3.4            | 10         | 6             | 4             | 562                      |                      | 4          | 6          | 7          |
| 2006                                                                            | 5782                 | 166 000   | 3.5            | 8          | 4             | 4             | 722                      |                      | 4          | 5          | 8          |
| 2013                                                                            | 5895                 | 171 800   | 3.4            | 9          | 4             | 5             | 655                      | 1                    | 5          | 3          | 17         |
| 2016                                                                            | 5930                 | 184 000   | 3.2            | 8          | 8             |               | 741                      | 1                    |            | 3          | 16         |
| 2019                                                                            | 6063                 | 195 000   | 3.1            | 6          | 5             | 1             | 1010                     | 1                    | 1          | 3          | 14         |
| Fuente: Catholic-Hierarchy, que a su vez toma los datos del Anuario Pontificio. |                      |           |                |            |               |               |                          |                      |            |            |            |

## Episcopologio
- Louis Dettmer, S.C.I. † (24 de marzo de 1953-13 de abril de 1967 renunció)
- Joseph Anthony De Palma, S.C.I. † (13 de abril de 1967-18 de noviembre de 1987 retirado)
  - Sede vacante (1987-1992)[4]
- Joseph James Potocnak, S.C.I (23 de enero de 1992-17 de julio de 2009 retirado)
- Adam Leszek Musialek, S.C.I., desde el 17 de julio de 2009